# Promare
Promare (プロメア, Puromea) est un film d'animation japonais réalisé par Hiroyuki Imaishi, sorti le 24 mai 2019. Il est co-produit par les studios Trigger, XFlag et Sanzigen.

## Synopsis
Une énorme tempête de feu a dévasté la moitié des villes du monde, affaiblissant les hommes et donnant naissance à des mutants capables de manier le feu, les Burnish. Trente ans plus tard, un groupe de mutants terroristes, appelés les Mad Burnish, menacent de détruire de nouveau la Terre. Le seul rempart de l'humanité ? La Burning Rescue, une équipe de pompiers d'un nouveau genre qui vont entrer en collision avec les Mad Burnish.
Le film suit les aventures de Galo, la nouvelle recrue d'une équipe de sapeurs-pompiers qui utilise des mechas, surnommés Matoi-Tech, lors de ses missions.

## Distribution
Galo Thymos (ガロ・ティモス, Garo Timosu)
Voix japonaise : Ken'ichi Matsuyama, voix française : Cédric Dumond
Lio Fotia (リオ・フォーティア, Rio Fōtia)
Voix japonaise : Taichi Saotome (ja), voix française : Donald Reignoux
Aina Ardebit (アイナ・アルデビット, Aina Arudebitto)
Voix japonaise : Ayane Sakura, voix française : Geneviève Doang
Remi Puguna (レミー・プグーナ, Remī Pugūna)
Voix japonaise : Hiroyuki Yoshino (ja), voix française : Sullivan Da Sliva
Varys Truss (バリス・トラス, Barisu Torasu)
Voix japonaise : Tetsu Inada, voix française : Thierry Reichmut 
Lucia Fex (ルチア・フェックス, Ruchia Fekkusu)
Voix japonaise : Mayumi Shintani, voix française : Élise Ancelin
Ignis Ex (イグニス・エクス, Igunisu Ekusu)
Voix japonaise : Rikiya Koyama, voix française : Antoine Reuter
Kray Foresight (クレイ・フォーサイト, Kurei Fōsaito)
Voix japonaise : Masato Sakai, voix française : Martial Le Minoux
Ellis Ardebit (エリス・アルデビット, Erisu Arudebitto)
Voix japonaise : Ami Koshimizu, voix française : Fanny Blanchard
Vulcan Hastus (ヴァルカン・ヘイストス, Varukan Heisutosu)
Voix japonaise : Taiten Kusunoki (ja), voix française : Dominique Marini
Gera (ゲーラ, Geira)
Voix japonaise : Nobuyuki Hiyama, voix française : Fabrice Colombéro
Mace (メイス, Meisu)
Voix japonaise : Katsuyuki Konishi, voix française : Reda Brissel
Vinny (ビニー, Binī)
Voix japonaise : Kendo Kobayashi (ja)
Dr Deus Prometh (デウス・プロメス博士, Deusu Puromesu Hakase)
Voix japonaise : Arata Furuta (ja), voix française : Marc Galiéro
Biar Colossus (ビアル・コロッサス, Biaru Korossasu)
Voix japonaise : Ryōka Yuzuki
Mad Burnish (マッドバーニッシュ, Maddo Bānisshu)

## Fiche technique
- Titre original : Promare (プロメア?)
- Réalisation : Hiroyuki Imaishi[4]
- Scénario : Kazuki Nakashima[1]
- Conception personnages : Shigeto Koyama[1]
- Conception mécanique : Shigeto Koyama[1]
- Directeur animation : Sushio[1]
- Directeur artistique : Tomotaka Kubo[1]
- Compositeur : Hiroyuki Sawano[1]
- Production : Trigger, XFlag, Sanzigen
- Distribution : Tōhō[8], Eurozoom
- Pays d'origine :  Japon
- Langue : japonais
- Format : couleur
- Dates de sortie :
  -  Japon : 24 mai 2019
  -  France : 12 juin 2019 (Festival international du film d'animation d'Annecy 2019) ; 6 juillet 2019 (Japan Expo 2019) ; 31 juillet 2019 (sortie nationale)

## Production
Le film est annoncé à l'Anime Expo le 2 Juillet 2017, en tant que projet d'animation original, co-produit par le Studio Trigger et XFLAG.

## Accueil
Le film a rapporté plus d'un milliard de yens après sa sortie au Japon en Mai 2019.